# Yorkshire Sculpture Park

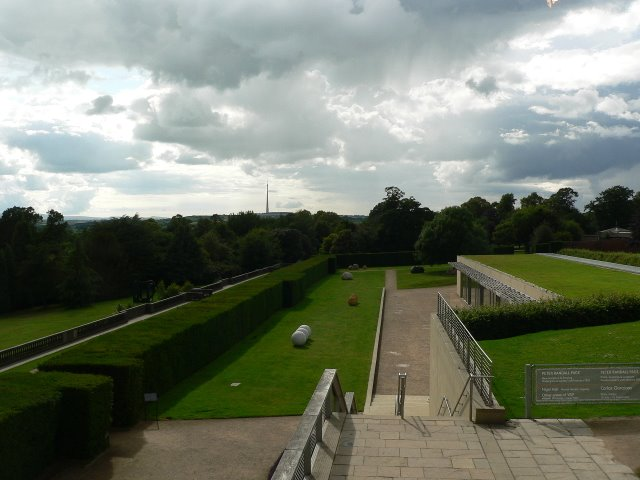
Pohled z Visitor Centre YSP

The Yorkshire Sculpture Park je galerie soch pod širým nebem v hrabství Yorkshire, situovaná v parku blízko vesnice West Bretton v okrsku Wakefield, na hranici West Yorkshire a South Yorkshire.

## Historie
Galerie byla založena v roce 1977 a vystavuje sochy britských i světových umělců, včetně Barbary Hepworth. Vlastní jednu z největších kolekcí soch Henry Moora v Evropě.
Založení sochařského parku předcházela série výstav v londýnských parcích od roku 1940 do 70. let., které organizoval Arts Council England a London County Council. Park má návštěvnické centrum, 500 akrů výstavních ploch a je přístupný zdarma. Od roku 1990 jsou zde i menší uzavřené galerie (Bothy Gallery, podzemní galerie Bothy garden), výstavní prostory v dřívější jezdecké aréně Longside a dočasný prostor podobný stanu – Pavilion Gallery. Do roku 2007 patřily pozemky Univerzitě v Leedsu, od níž je odkoupil Wakefield Council. V současné době probíhá revitalizace celé okolní krajiny včetně historických staveb a vodních ploch.
Yorkshire Sculpture Park leží v blízkosti dalších významných muzeí a galerií – The Hepworth Wakefield, the Henry Moore Institute and Leeds Art Gallery a spolu s nimi reprezentuje více než 200 umělců. Ročně ho navštíví 300 000 zájemců.

## Sochaři

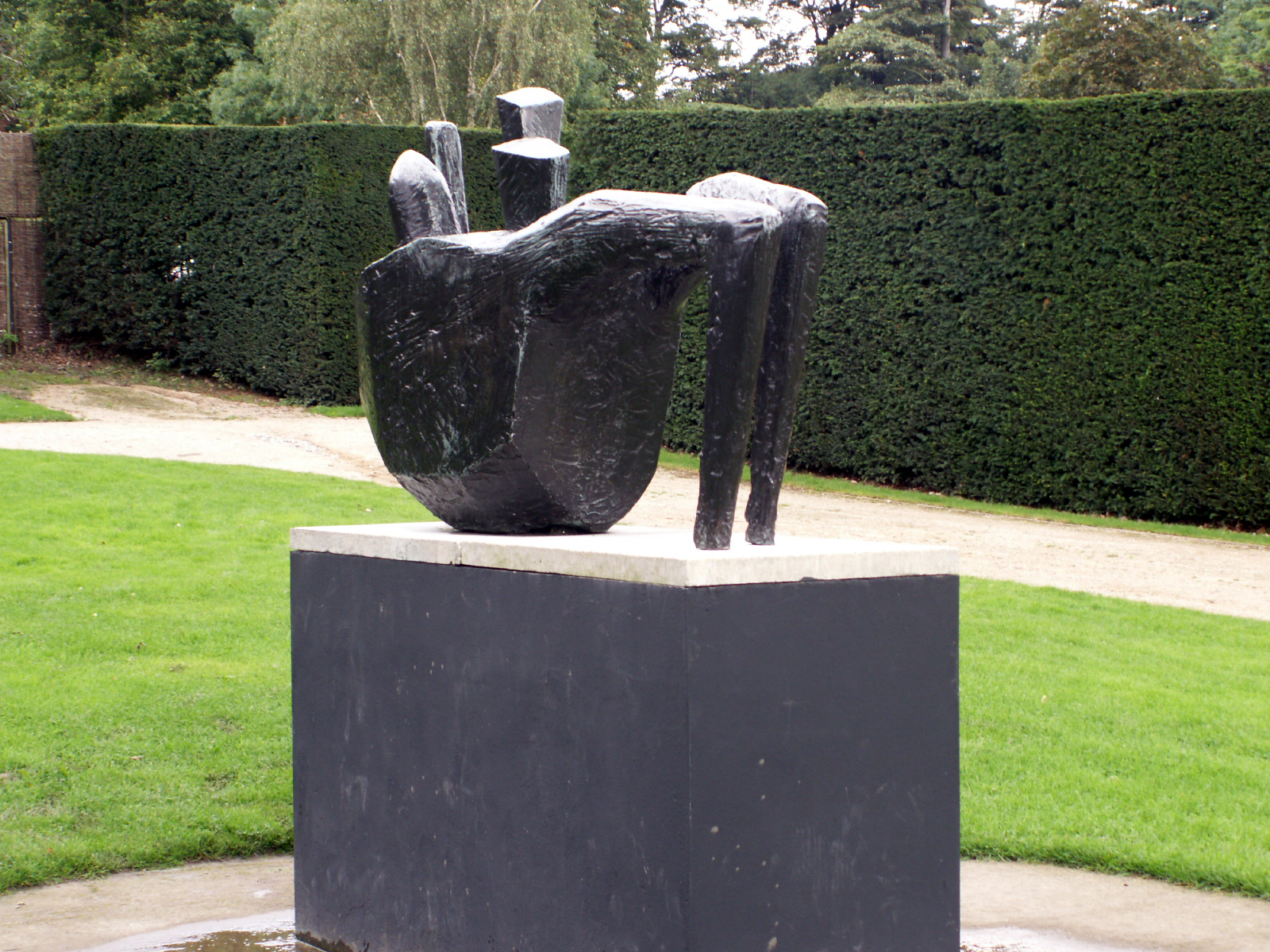
Kenneth Armitage, Figura na zádech, 1960

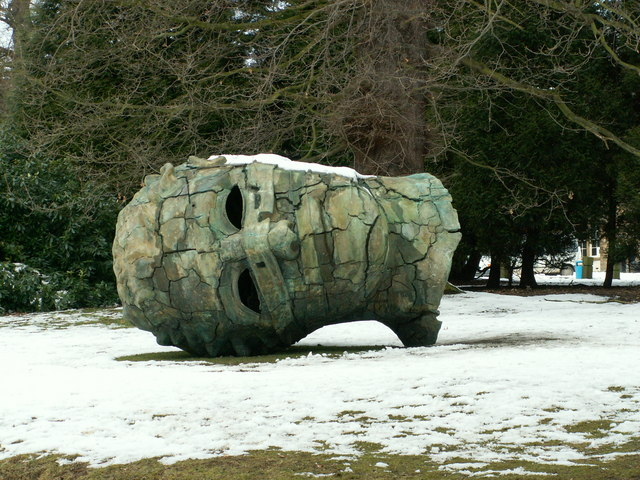
Igor Mitoraj

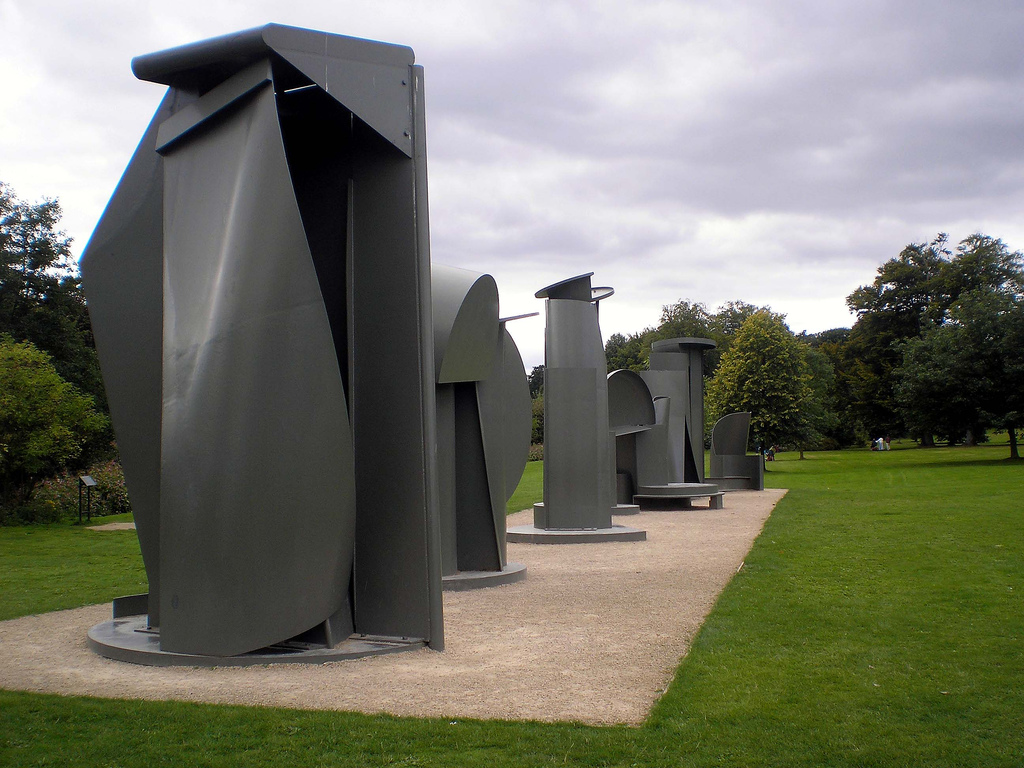
Promenade, Anthony Caro

Sochařský park uspořádal autorské výstavy britských umělců, kteří byli populární v 50. a 60. letech a poté upadli do zapomnění (Lynn Chadwick, Austin Wright, Phillip King, Eduardo Paolozzi, Hans Josephsohn, Kenneth Armitage.)

### Stálá expozice
- Jonathan Borofsky
- Elisabeth Frink
- Mark di Suvero
- Tim Paul
- Greyworld
- Alec Finlay
- Sol Le Witt
- Antony Gormley
- William Pye
- Anthony Caro
- Michael Ayrton
- Barbara Hepworth
- Don Rankin
- Grenville Davey
- Brian Fell
- Isamu Noguči
- Leo Fitzmaurice
- Helen Escobedo
- James Turrell
- Andy Goldsworthy
- Henry Moore
- David Nash
- Michael Zwingmann [1]